# Torna atrás

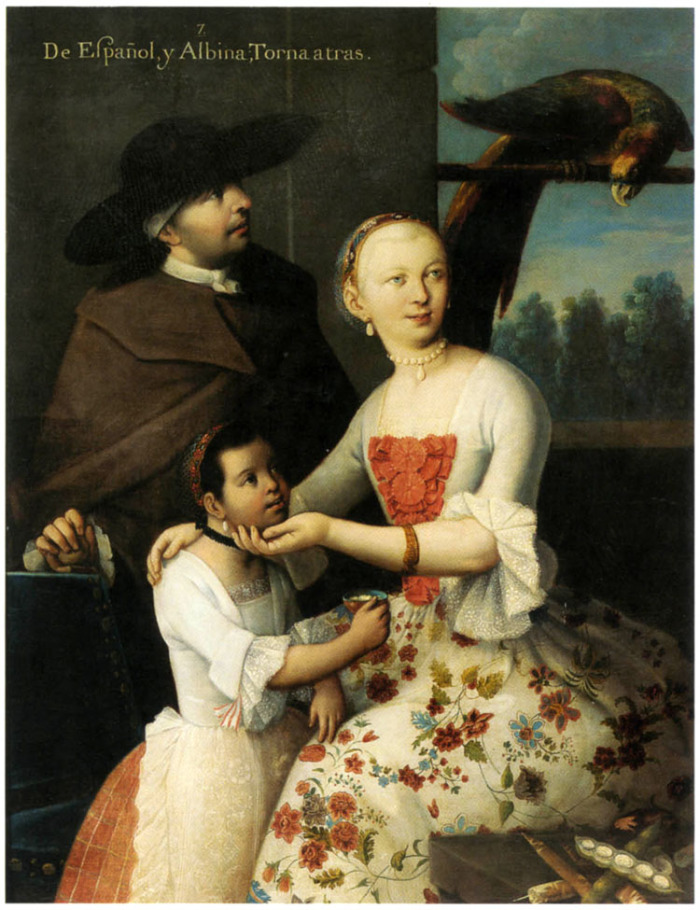
Padre español y madre Albina, hija torna atrás. Miguel Cabrera, México, siglo XVIII

Torna atrás o bien Tornatrás, es un término que se usó una vez en las Pinturas de Casta del siglo XVIII para representar a una persona mestiza que mostraba características fenotípicas de solo una de las «razas originales», es decir, blanca, negra, amerindia o asiática. El término también se usó para describir a un individuo cuya ascendencia era mitad blanca y mitad «albina».

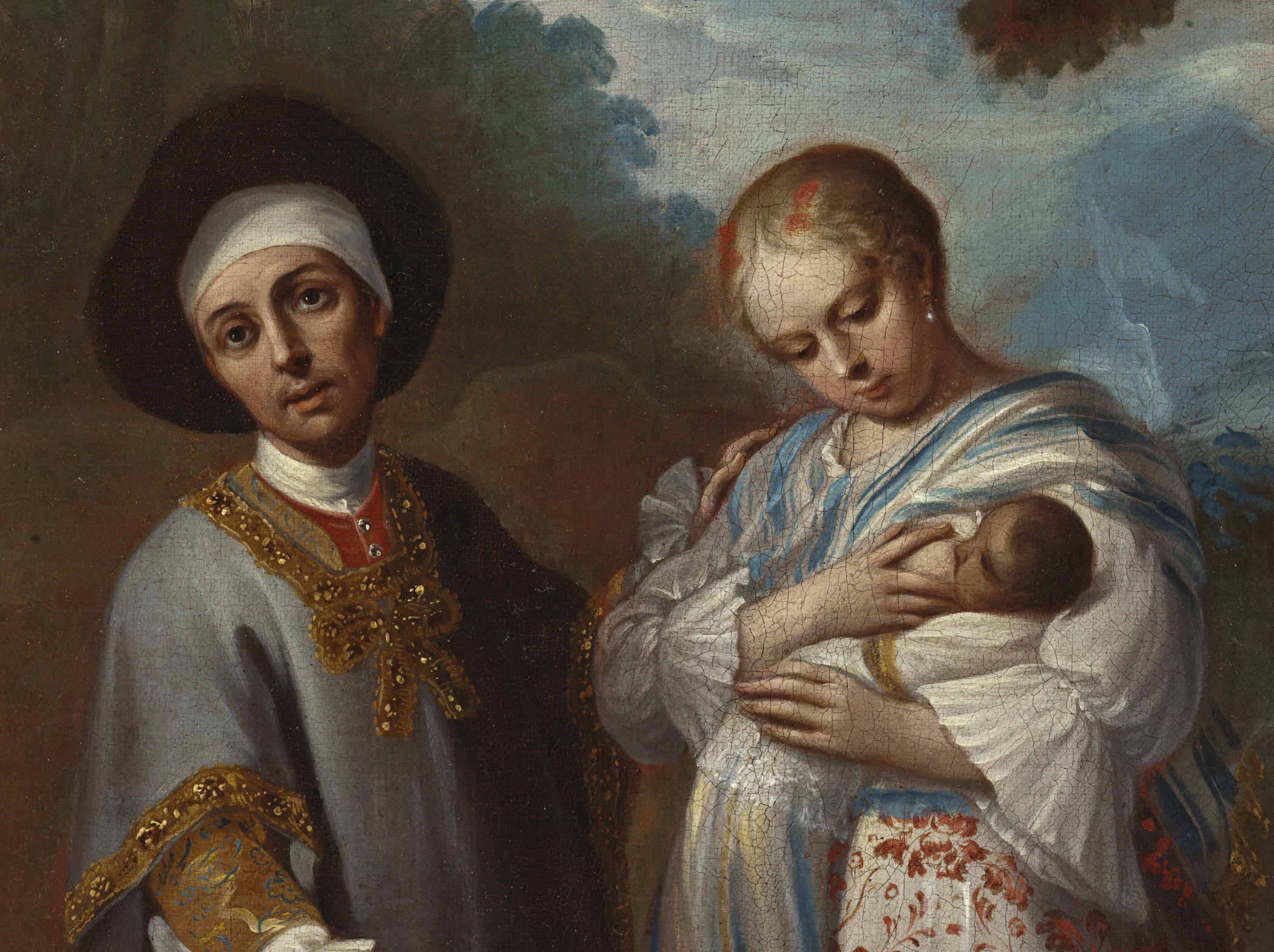
Casta pintura de padre español, madre albina e hijo torna atrás. Juan Patricio Morlete Ruiz (México, hacia 1760).

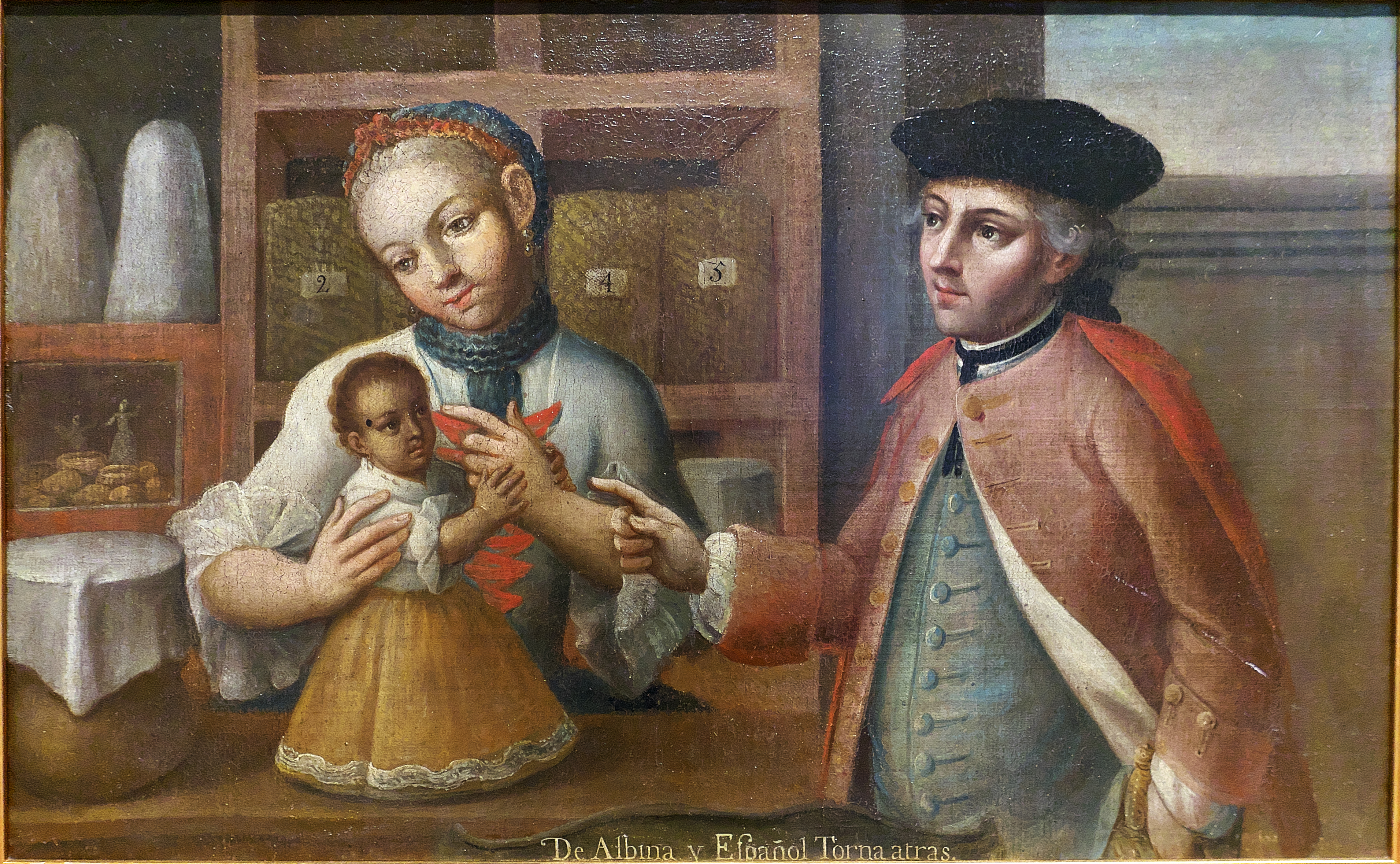
De Albina y Español, Torna atrás. Atribuido a Juan Patricio Morlete Ruiz (1701-1770).

## América virreinal española
El término torna atrás también podría referirse a la aparición de características raciales no visibles en los padres. Un ejemplo es el hijo de una persona blanca y una persona de piel clara de ascendencia africana (albina) nacida con piel más oscura que la de su padre descendiente de africanos.
El término no aparece como una categoría legal en la documentación colonial, pero a menudo se muestra en familias retratadas en pinturas de castas en el México del siglo XVIII.
| Miguel Cabrera, 1763 | Andrés de Islas, 1774 | Luis de Mena ca. 1750 |
| - De Español y d'India; Mestiza - De español y Mestiza, Castiza - De Español y Castiza, Español - De Español y Negra, Mulata - De Español y Mulata; Morisca - De Español y Morisca; Albina - De Español y Albina; Torna atrás - De Español y Torna atrás; Tente en el aire - De Negro y d'India, China cambuja. - De Chino cambujo y d'India; Loba - De Lobo y d'India, Albarazado - De Albarazado y Mestiza, Barcino - De Indio y Barcina; Zambuigua - De Castizo y Mestiza; Chamizo - De Mestizo y d'India; Coyote - Indios gentiles (indios paganos) | - De Español e India, nace Mestizo - De Español y Mestiza, nace Castizo - De Castizo y Española, nace Española - De Español y Negra, nace Mulata - De Español y Mulata, nace Morisco - De Español y Morisca, nace Albino - De Español y Albina, nace Torna atrás - De Indio y Negra, nace Lobo - De Indio y Mestiza, nace Coyote - De Lobo y Negra, nace Chino - De Chino e India, nace Cambujo - De Cambujo e India, nace Tente en el aire - De Tente en el aire y Mulata, nace Albarazado - De Albarazado e India, nace Barcino - De Barcino y Cambuja, nace Calpamulato - Bárbaros Indios Mecos (bárbaras indios Meco) | - Española + Indio, Mestizo - Mestizo + Española, Castizo - Castiza + Español, Española - Español + Negra, Mulato - Mulato + Española, Morisca - Morisca + Español, Albino Torna-atrás - Mestiza + Indio, Lobo - Lobo + India, Indio |

## En Filipinas
También se usó en Filipinas durante la era colonial española del siglo XVI al XIX, para describir a personas de ascendencia mixta de austronesia (denominada Indio), china (denominada Sangley) y española (denominada filipinos/insulares o Peninsulares).
Es probable que algunos filipinos de hoy en día hubieran sido clasificados como Tornatrás bajo este sistema debido a siglos de matrimonios mixtos entre varios grupos étnicos extranjeros e indígenas en todas las islas.

## Historia
Aunque Tornatrás se usó originalmente para describir a un descendiente de mestizos, albinos y europeos, en Filipinas se los conocía comúnmente como aquellos nacidos de un padre español ('filipino' o 'peninsular') y una mezcla de nativos y chinos (mestiza de sangley) madre. La mayoría de las personas de la casta Tornatrás en Filipinas usaban el español como idioma principal y, en muchos casos, se convertían a la fe católica.
No existen estadísticas oficiales sobre el número de personas de ascendencia Tornatrás en todo el mundo. Dados los patrones históricos y coloniales, se cree que la mayoría se encuentran en América del Sur y Filipinas.